# Lothar Berthold
Lothar Berthold (* 30. August 1926 in Hindenburg; † 12. September 2007 in Berlin) war ein deutscher marxistisch-leninistischer Historiker, Hochschullehrer, Verleger und Funktionär der Sozialistischen Einheitspartei Deutschlands (SED) in der Deutschen Demokratischen Republik (DDR). Als Mitglied der „Ideologischen Kommission“ beim Politbüro des Zentralkomitees (ZK) der SED war er in den 1960er Jahren einer der führenden Geschichtspropagandisten der DDR.

## Leben
Berthold, Sohn eines Zollbeamten, wurde 1943 als Luftwaffenhelfer, 1944 zum Reichsarbeitsdienst und dann in die deutsche Wehrmacht eingezogen. Am 10. Februar 1944 beantragte er die Aufnahme in die NSDAP und wurde zum 20. April desselben Jahres aufgenommen (Mitgliedsnummer 10.006.707). Bis 1945 kämpfte er im Zweiten Weltkrieg im Rang eines Unteroffiziers. 1946 wurde Berthold SED-Mitglied und studierte bis 1950 Geschichte und Deutsch an der Friedrich-Schiller-Universität Jena. Nach dem Abschluss der ersten Lehrerprüfung wurde er Assistent an der Parteihochschule Karl Marx der SED. Von 1952 bis 1962 war er dort als Dozent tätig. 1955 wurde er mit einer Arbeit über die Kommunistische Partei Deutschlands (KPD) in den 1930er Jahren promoviert und 1960 zum Professor habilitiert.
Von 1962 bis 1968 war Berthold Leiter der Abteilung „Geschichte der Arbeiterbewegung“ am Institut für Marxismus-Leninismus beim Zentralkomitee der SED (IML). Bis 1964 war er zusätzlich stellvertretender Direktor des IML. Von 1964 bis 1968 war Berthold Direktor des IML und in dieser Funktion Mitglied der „Ideologischen Kommission“ beim Politbüro des ZK der SED. Nachdem seine Tochter zusammen mit Florian Havemann, Thomas Brasch und anderen 1968 in Ostberlin gegen die Niederschlagung des „Prager Frühlings“ protestiert hatte, musste Berthold das IML verlassen.
Von 1969 bis 1972 war Berthold wissenschaftlicher Mitarbeiter und dann bis 1976 Direktor des Zentralinstituts für Geschichte der Akademie der Wissenschaften der DDR (AdW). 1976 wurde er Direktor des Akademie-Verlags und Direktor für Verlags- und Druckereiwesen der AdW sowie 1979 auch Direktor des Verlags Hermann Böhlaus Nachfolger in Weimar.
Von 1962 bis 1968 war Berthold Chefredakteur der Zeitschrift Beiträge zur Geschichte der Arbeiterbewegung. Von 1963 bis 1966 war er Sekretär des von Walter Ulbricht geleiteten Autorenkollektivs zur Erarbeitung und Herausgabe der achtbändigen Geschichte der deutschen Arbeiterbewegung. Berthold war als Autor und Inhaber administrativer Funktionen in den 1960er Jahren im Bereich Geschichtspropaganda der SED tätig. Nach der Wende und der friedlichen Revolution in der DDR wurde Berthold Invalidenrentner, nachdem er aller Funktionen enthoben worden war.
Ab 1992 arbeitete er aktiv im „Marxistischen Arbeitskreis zur Geschichte der deutschen Arbeiterbewegung“ bei der aus der SED hervorgegangenen PDS mit und war hier Mitorganisator verschiedener Konferenzen. Berthold ist Autor zahlreicher Beiträge in verschiedenen linken und kommunistischen Periodika. Bis zu seinem Tod schrieb Berthold in Publikationen der 1990 wiedergegründeten Kommunistischen Partei Deutschlands.

## Ehrungen
- 1966 und 1979 Nationalpreis der DDR I. Klasse für Wissenschaft und Technik
- 1963 Vaterländischer Verdienstorden in Bronze[5]
- 1965 Vaterländischer Verdienstorden in Silber[6]
- 1976 Banner der Arbeit Stufe II[7]
- 1986 Stern der Völkerfreundschaft in Silber[8]

## Schriften
- (mit Helmut Neef) Militarismus und Opportunismus gegen die Novemberrevolution, Rütten & Loening, Berlin 1958
- Das Programm der KPD zur nationalen und sozialen Befreiung des deutschen Volkes vom August 1930. Berlin 1956.
- als Herausgeber: Unbewältigte Vergangenheit. Berlin 1970.
- Ernst Thälmann. Berlin 1979.
- Geschichtskalender. Berlin 1998, DNB 955631343.